# ニュー・アムステルダム 医師たちのカルテ
『ニュー・アムステルダム 医師たちのカルテ』（ニューアムステルダム いしたちのカルテ、New Amsterdam）は、アメリカ合衆国のNBCで2018年9月25日から2023年1月17日まで放送されたテレビドラマ。全5シーズン、全89話。主演はライアン・エッゴールド。

## 登場人物

### メイン
マクシマス（マックス）・グッドウィン
演 - ライアン・エッゴールド / 日本語吹替 - 濱野大輝
ニュー・アムステルダム病院新医療ディレクター。実はガンを患っており、ヘレンに治療を任せている。妻ジョージアは妊娠中。
ローレン・ブルーム
演 - ジャネット・モンゴメリー / 日本語吹替 - 渋谷はるか
ニュー・アムステルダム病院救急部長。フロイドと交際していたが白人であることを理由に別れを告げられる。両性愛者。
ヘレン・シャープ
演 - フリーマ・アジェマン / 日本語吹替 - 木下紗華
ニュー・アムステルダム病院腫瘍学部長。主にテレビ番組への出演や講演などの対外活動を行っていたが、マックスの説得で本来の医師の仕事に戻る。妊活中。
フロイド・レイノルズ
演 - ジョッコ・シムズ / 日本語吹替 - 白熊寛嗣
ニュー・アムステルダム病院心臓血管外科医および心臓外科部長。ローレンと交際していたが、自分と同じアフリカ系女性との結婚を望み、彼女と別れる。
イグナティウス（イギー）・フロム
演 - タイラー・ラビーン / 日本語吹替 - 駒谷昌男
ニュー・アムステルダム病院精神科医および心理学部長。同性婚した夫マーティンとバングラデシュの子供を養子にして育てている。
ヴィジェイ・カプール
演 - アヌパム・カー / 日本語吹替 - 牛山茂
ニュー・アムステルダム病院神経科部長。インド系。妻を亡くしており、息子ロハン（ヴァンディット・バット）とは疎遠。新型コロナウィルスに感染して生死をさまよったことをきっかけに退職。シーズン3まで。

### その他
ケイシー・アコスタ
演 - アレハンドロ・ヘルナンデス / 日本語吹替 - 渡部俊樹
ニュー・アムステルダム病院の看護師。ローレンの右腕。シーズン4第8話でフエンテスのリストラ計画によって解雇されるが後に復帰する。
カレン・ブラントリー
演 - デブラ・モンク
ニュー・アムステルダム病院の理事長。
アグネス・カオ
演 - クリスティーン・チャン
ニュー・アムステルダム病院神経科の医師。カプールの退職後に神経科部長に。シーズン4第8話でフエンテスのリストラ計画によって解雇されるが後に復帰する。
レイラ・シンワリ
演 - シヴァ・カライセルヴァン
移民のタクシー運転手。母国では医師。ローレンの恋人となって同棲、ニュー・アムステルダム病院で医師として働くことに。シーズン3から。
リンダ（リン）・マルヴォ
演 - フランシス・ターナー
ニュー・アムステルダム病院の医師。夫のバプティスト医師とはオープン・マリッジの関係。フロイドと恋仲に。シーズン3から4まで。
ヴェロニカ・フエンテス
演 - ミシェル・フォーブス
マックスの後任の医療ディレクター。シーズン4のみ。
エリザベス・ワイルダー
演 - サンドラ・メイ・フランク
ヘレンの後任の医師。聾唖者。シーズン4から。
ヴァレンティナ・カストロ
演 - アナ・ビジャファーニェ / 日本語吹替 - 岡純子
マックスのガン治療をきっかけにニュー・アムステルダム病院で働くことになった野心家の医師。ヘレンとともに共同の腫瘍学部長に。シーズン2のみ。
ドラ・ウィリアムズ
演 - ザブリナ・ゲバラ / 日本語吹替 - 日野由利加
ニュー・アムステルダム病院の職員。マックスをスケジュール管理など事務的な面でサポート。シーズン1から3まで。
ジョージア・グッドウィン
演 - リサ・オヘア / 日本語吹替 - 小松由佳
マックスの妻。元ダンサー。シーズン1の最終話で難産の末に娘ルナを出産するが直後の交通事故で亡くなる。シーズン1から2まで。
マーティン・マッキンタイア
演 - マイク・ドイル
イギーの夫。自宅でセラピストとして働く。イギーが多忙なため、養子の子供たちを世話する負担が大きくなっている。
ザック・リゴン
演 - JJ・フィールド
ローレンのリハビリを担当している理学療法士。ローレンと深い仲に。シーズン2のみ。
イーヴィー
演 - マーゴット・ビンガム
ニュー・アムステルダム病院の法務部門の職員。フロイドと結婚を前提に交際するが破局。シーズン1から3まで。
カシアン・シン
演 - ダニエル・デイ・キム
外傷外科医。ヘレンにアプローチするが、親密な関係になれずにいる。シーズン2から3まで。
ピーター・フルトン
演 - ロン・リフキン
医学部長。ニュー・アムステルダム病院の前院長でマックスを採用。シーズン1から2まで。
ジーニー・ブルーム
演 - ジーナ・ガーション
ローレンの裕福な母。シーズン2と4のみ。

## エピソード一覧

### シーズン一覧
| シーズン | シーズン | エピソード | 米国での放送日 | 米国での放送日 |
| シーズン | シーズン | エピソード | 初回           | 最終回         |
| -------- | -------- | ---------- | -------------- | -------------- |
|          | 1        | 22         | 2018年9月25日  | 2019年5月14日  |
|          | 2        | 18         | 2019年9月24日  | 2020年4月14日  |
|          | 3        | 14         | 2021年3月2日   | 2021年6月8日   |
|          | 4        | 22         | 2021年9月21日  | 2022年5月24日  |
|          | 5        | 13         | 2022年9月20日  | 2023年1月17日  |

### シーズン1 (2018年 - 2019年)
| 通算 話数 | シーズン 話数 | タイトル                                  | 監督                       | 脚本                                                  | 放送日         | 米国視聴者数 (百万人) |
| --------- | ------------- | ----------------------------------------- | -------------------------- | ----------------------------------------------------- | -------------- | --------------------- |
| 1         | 1             | "改革のはじまり" "Pilot"                  | ケイト・デニス             | デヴィッド・シュルナー                                | 2018年9月25日  | 8.39                  |
| 2         | 2             | "祈りよ届け" "Rituals"                    | ピーター・ホートン         | デヴィッド・シュルナー                                | 2018年10月2日  | 7.44                  |
| 3         | 3             | "ラスト5分の決意" "Every Last Minute"     | ジョナス・ペイト           | ショーン・キャシディ                                  | 2018年10月9日  | 7.04                  |
| 4         | 4             | "手放す勇気" "Boundaries"                 | ケイト・デニス             | デヴィッド・フォスター                                | 2018年10月16日 | 6.27                  |
| 5         | 5             | "記事の向こう側" "Cavitation"             | ダーネル・マーティン       | エリカ・グリーン・スワフォード                        | 2018年10月23日 | 6.37                  |
| 6         | 6             | "アントロポセン" "Anthropocene"           | マイケル・スロヴィス       | アーロン・ギンズバーグ                                | 2018年10月30日 | 6.66                  |
| 7         | 7             | "移植の輪" "Domino Effect"                | ローラ・ベルシー           | Y・シリーン・ラザック                                 | 2018年11月13日 | 6.02                  |
| 8         | 8             | "冒すべきリスク" "Three Dots"             | ジェイミー・ペイン         | カミ・デラヴィン                                      | 2018年11月20日 | 5.82                  |
| 9         | 9             | "再会" "As Long As It Takes"              | アンドリュー・マッカーシー | グレアム・ノリス                                      | 2018年11月27日 | 6.26                  |
| 10        | 10            | "生きるための決断" "Six or Seven Minutes" | スティーヴン・ケイ         | ローラ・バルディビア                                  | 2019年1月8日   | 5.35                  |
| 11        | 11            | "椅子の座り心地" "A Seat at the Table"    | キム・ソヨン               | ジレー・ブレオン・ホルダー                            | 2019年1月15日  | 5.61                  |
| 12        | 12            | "見落とし" "Anima Sola"                   | マイケル・スロヴィス       | アーロン・ギンズバーグ                                | 2019年1月22日  | 5.76                  |
| 13        | 13            | "行き場のない感情" "The Blues"            | ニック・ゴメス             | デヴィッド・フォスター                                | 2019年2月12日  | 5.69                  |
| 14        | 14            | "孤独な闘い" "The Foresaken"              | マイケル・スロヴィス       | Y・シリーン・ラザック                                 | 2019年2月19日  | 5.58                  |
| 15        | 15            | "神の恩恵" "Croaklahoma"                  | ローラ・ベルシー           | カミ・デラヴィン                                      | 2019年3月5日   | 5.82                  |
| 16        | 16            | "吹雪の中で" "King of Swords"             | ダーネル・マーティン       | ローラ・バルディビア                                  | 2019年3月12日  | 5.98                  |
| 17        | 17            | "トリアージ" "Sanctuary"                  | ジェイミー・ペイン         | ショーン・キャシディ & エリカ・グリーン・スワフォード | 2019年4月9日   | 4.61                  |
| 18        | 18            | "価値あるもの" "Five Miles West"          | クリスティー・ゼア         | グレアム・ノリス                                      | 2019年4月16日  | 4.47                  |
| 19        | 19            | "幸せになれる場所" "Happy Place"          | エレン・S・プレスマン      | ジョシュ・カルレバック & ジレー・ブレオン・ホルダー   | 2019年4月23日  | 5.18                  |
| 20        | 20            | "偶然に抗え" "Preventable"                | トーマス・カーター         | アーロン・ギンズバーグ                                | 2019年4月30日  | 5.24                  |
| 21        | 21            | "終わりじゃない" "This is Not the End"    | マイケル・スロヴィス       | デヴィッド・フォスター                                | 2019年5月7日   | 5.19                  |
| 22        | 22            | "ルナ" "Luna"                             | ピーター・ホートン         | デヴィッド・シュルナー                                | 2019年5月14日  | 5.54                  |

### シーズン2 (2019年 - 2020年)
| 通算 話数 | シーズン 話数 | タイトル                                | 監督                         | 脚本                                                                           | 放送日         | 米国視聴者数 (百万人) |
| --------- | ------------- | --------------------------------------- | ---------------------------- | ------------------------------------------------------------------------------ | -------------- | --------------------- |
| 23        | 1             | "あなたの番" "Your Turn"                | マイケル・スロヴィス         | デヴィッド・シュルナー                                                         | 2019年9月24日  | 5.91                  |
| 24        | 2             | "共通の問題" "The Big Picture"          | ドン・スカーディノ           | ジレー・ブレオン・ホルダー                                                     | 2019年10月1日  | 5.29                  |
| 25        | 3             | "君の味方" "Replacement"                | ジェイミー・ペイン           | アーロン・ギンズバーグ                                                         | 2019年10月8日  | 5.27                  |
| 26        | 4             | "理想の世界" "The Denominator"          | マイケル・スロヴィス         | デヴィッド・フォスター                                                         | 2019年10月15日 | 4.95                  |
| 27        | 5             | "カーマンライン" "The Karman Line"      | ニック・ゴメス               | ローラ・バルディビア                                                           | 2019年10月22日 | 5.13                  |
| 28        | 6             | "正しき右手" "Righteous Right Hand"     | ピーター・ホートン           | エリカ・グリーン・スワフォード                                                 | 2019年10月29日 | 5.16                  |
| 29        | 7             | "闘士たち" "Good Soldiers"              | レイチェル・レターマン       | ショーン・キャシディ                                                           | 2019年11月5日  | 4.96                  |
| 30        | 8             | "望むままに" "What the Heart Wants"     | ドン・スカーディノ           | Y・シリーン・ラザック                                                          | 2019年11月12日 | 5.06                  |
| 31        | 9             | "囚人の島" "The Island"                 | マイケル・スロヴィス         | グレアム・ノリス                                                               | 2019年11月19日 | 5.46                  |
| 32        | 10            | "コードシルバー" "Code Silver"          | クレイグ・ジスク             | リア・ナナコ・ウィンクラー                                                     | 2020年1月14日  | 4.98                  |
| 33        | 11            | "本当の気持ち" "Hiding Behind My Smile" | ルーシー・リュー             | デヴィッド・フォスター                                                         | 2020年1月21日  | 4.71                  |
| 34        | 12            | "奇跡の日" "14 Years, 2 Months, 8 Days" | セス・マン                   | アーロン・ギンズバーグ                                                         | 2020年1月28日  | 4.87                  |
| 35        | 13            | "人生の終わりに" "In the Graveyard"     | ダーネル・マーティン         | ジョシュ・カルレバック                                                         | 2020年2月11日  | 4.47                  |
| 36        | 14            | "安息日" "Sabbath"                      | ライアン・エッゴールド       | 脚本 : デヴィッド・シュルナー 原案 : マーク・ガフェン & デヴィッド・シュルナー | 2020年2月18日  | 4.71                  |
| 37        | 15            | "立ちはだかる壁" "Double Blind"         | アリソン・リディー＝ブラウン | ショーン・キャシディ                                                           | 2020年2月25日  | 5.16                  |
| 38        | 16            | "私が見たもの" "Perspectives"           | クレイグ・ジスク             | Y・シリーン・ラザック                                                          | 2020年3月10日  | 4.44                  |
| 39        | 17            | "旅立ちのとき" "Liftoff"                | クリスティー・ゼア           | グレアム・ノリス                                                               | 2020年3月17日  | 5.20                  |
| 40        | 18            | "限られた時間で" "Matter of Seconds"    | ディン・タイ                 | アーロン・ギンズバーグ                                                         | 2020年4月14日  | 6.03                  |

### シーズン3 (2021年)
| 通算 話数 | シーズン 話数 | タイトル                                             | 監督                 | 脚本                                            | 放送日        | 米国視聴者数 (百万人) |
| --------- | ------------- | ---------------------------------------------------- | -------------------- | ----------------------------------------------- | ------------- | --------------------- |
| 41        | 1             | "新たな日常" "The New Normal"                        | ピーター・ホートン   | デヴィッド・シュルナー                          | 2021年3月2日  | 4.19                  |
| 42        | 2             | "最高の心臓外科医" "Essential Workers"               | マイケル・スロヴィス | デヴィッド・フォスター                          | 2021年3月9日  | 4.23                  |
| 43        | 3             | "安全の代償" "Safe Enough"                           | マイケル・スロヴィス | ショーン・キャシディ                            | 2021年3月16日 | 3.64                  |
| 44        | 4             | "いつもそばに" "This is All I Need"                  | ニック・ゴメス       | アーロン・ギンズバーグ                          | 2021年3月23日 | 3.96                  |
| 45        | 5             | "血と汗と涙" "Blood, Sweat & Tears"                  | ニック・ゴメス       | Y・シリーン・ラザック                           | 2021年3月30日 | 3.44                  |
| 46        | 6             | "今すぐやるべきこと" "Why Not Yesterday"             | ダーネル・マーティン | ローラ・バルディビア                            | 2021年4月6日  | 3.60                  |
| 47        | 7             | "病院のレジェンド" "The Legend of Howie Cournemeyer" | ダーネル・マーティン | グレアム・ノリス                                | 2021年4月13日 | 3.37                  |
| 48        | 8             | "新しい命" "Catch"                                   | シリ・アップルビー   | エリカ・グリーン・スワフォード                  | 2021年4月20日 | 3.73                  |
| 49        | 9             | "つながりの見つけ方" "Disconnected"                  | リサ・ロビンソン     | アレン・L・ソウェル                             | 2021年4月27日 | 3.10                  |
| 50        | 10            | "変化の始まり" "Radical"                             | ダーネル・マーティン | シャンティ・セカラン                            | 2021年5月4日  | 3.02                  |
| 51        | 11            | "熱波の一日" "Pressure Drop"                         | マイケル・スロヴィス | ジョシュ・カルレバック                          | 2021年5月11日 | 3.27                  |
| 52        | 12            | "落ちてきた脅威" "Things Fall Apart"                 | ダーネル・マーティン | グレアム・ノリス & Y・シリーン・ラザック        | 2021年5月18日 | 3.09                  |
| 53        | 13            | "闘うべき時" "Fight Time"                            | マイケル・スロヴィス | ショーン・キャシディ & ローラ・バルディビア     | 2021年6月1日  | 3.95                  |
| 54        | 14            | "それぞれの行方" "Death Begins in Radiology"         | ピーター・ホートン   | デヴィッド・フォスター & アーロン・ギンズバーグ | 2021年6月8日  | 4.10                  |

### シーズン4 (2021年 - 2022年)
| 通算 話数 | シーズン 話数 | タイトル                                                         | 監督                         | 脚本                                                                     | 放送日         | 米国視聴者数 (百万人) |
| --------- | ------------- | ---------------------------------------------------------------- | ---------------------------- | ------------------------------------------------------------------------ | -------------- | --------------------- |
| 55        | 1             | "もっと喜びを" "More Joy"                                        | マイケル・スロヴィス         | デヴィッド・シュルナー                                                   | 2021年9月21日  | 3.72                  |
| 56        | 2             | "運命を共に" "We're in This Together"                            | ダーネル・マーティン         | デヴィッド・フォスター                                                   | 2021年9月28日  | 3.55                  |
| 57        | 3             | "新たなる風" "Same as It Ever Was"                               | ニック・ゴメス               | アーロン・ギンズバーグ                                                   | 2021年10月5日  | 2.86                  |
| 58        | 4             | "未来への種" "Seed Money"                                        | ネスター・カーボネル         | エリカ・グリーン・スワフォード                                           | 2021年10月12日 | 3.30                  |
| 59        | 5             | "今を生きる" "This Be the Verse"                                 | リサ・ロビンソン             | グレアム・ノリス                                                         | 2021年10月19日 | 3.42                  |
| 60        | 6             | "すべて「イエス」の日" "Laughter and Hope and a Sock in the Eye" | ダーネル・マーティン         | ローラ・バルディビア                                                     | 2021年10月26日 | 3.53                  |
| 61        | 7             | "調和ある世界" "Harmony"                                         | ディン・タイ                 | ショーン・キャシディ                                                     | 2021年11月2日  | 2.81                  |
| 62        | 8             | "苦渋の選択" "Paid in Full"                                      | シリ・アップルビー           | アーロン・ギンズバーグ                                                   | 2021年11月9日  | 3.07                  |
| 63        | 9             | "守るべき家" "In a Strange Land"                                 | マイケル・スロヴィス         | シャンティ・セカラン                                                     | 2021年11月16日 | 3.23                  |
| 64        | 10            | "旅立ちの日" "Death is the Rule. Life is the Exception"          | アリソン・リッディ＝ブラウン | 脚本 : マーク・ガフェン & デヴィッド・シュルナー 原案 : マーク・ガフェン | 2021年11月23日 | 3.33                  |
| 65        | 11            | "レジスタンス万歳" "Talkin' Bout A Revolution"                   | ニック・ゴメス               | グレアム・ノリス                                                         | 2022年1月4日   | 3.27                  |
| 66        | 12            | "クロスオーバー" "The Crossover"                                 | レイチェル・レイターマン     | モナ・マンスール                                                         | 2022年1月11日  | 3.13                  |
| 67        | 13            | "家族の絆" "Family"                                              | オレンカ・デニーセンコ       | デヴィッド・フォスター                                                   | 2022年1月18日  | 3.45                  |
| 68        | 14            | "それぞれの決断" "...Unto the Breach"                            | スティーヴン・ケイ           | アレン・L・ソウェル                                                      | 2022年1月25日  | 3.31                  |
| 69        | 15            | "2つの扉" "Two Doors"                                            | ライアン・エッゴールド       | アーロン・ギンズバーグ                                                   | 2022年2月22日  | 2.83                  |
| 70        | 16            | "カラオケの夜に" "All Night Long"                                | ネスター・カーボネル         | ローラ・バルディビア                                                     | 2022年4月19日  | 3.04                  |
| 71        | 17            | "小さな奇跡" "Unfinished Business"                               | アンドリュー・ヴォーゲリ     | デヴィッド・フォスター                                                   | 2022年4月26日  | 3.29                  |
| 72        | 18            | "トロイの木馬" "No Ifs, Ands or Buts"                            | レイチェル・レイターマン     | グレアム・ノリス                                                         | 2022年5月3日   | 3.41                  |
| 73        | 19            | "本当の姿" "Truth Be Told"                                       | ジーン・E・リー              | ショーン・キャシディ & ブランディ・E・パーマー                           | 2022年5月9日   | 2.43                  |
| 74        | 20            | "蜂起" "Rise"                                                    | ドン・スカーディノ           | ローラ・バルディビア                                                     | 2022年5月10日  | 2.98                  |
| 75        | 21            | "本当に大切なもの" "Castles Made of Sand"                        | ダーネル・マーティン         | ジョシュ・カルレバック                                                   | 2022年5月17日  | 2.92                  |
| 76        | 22            | "安全な場所" "I'll Be Your Shelter"                              | マイケル・スロヴィス         | デヴィッド・シュルナー & エリカ・グリーン・スワフォード                  | 2022年5月24日  | 3.45                  |

### シーズン5 (2022年 - 2023年)
| 通算 話数 | シーズン 話数 | タイトル                                        | 監督                     | 脚本                                            | 放送日         | 米国視聴者数 (百万人) |
| --------- | ------------- | ----------------------------------------------- | ------------------------ | ----------------------------------------------- | -------------- | --------------------- |
| 77        | 1             | "不確かな未来" "TBD"                            | ライアン・エッゴールド   | デヴィッド・シュルナー                          | 2022年9月20日  | 3.22                  |
| 78        | 2             | "人間の価値" "Hook, Line, and Sinker"           | オレンカ・デニーセンコ   | アーロン・ギンズバーグ                          | 2022年9月27日  | 2.79                  |
| 79        | 3             | "命の重さ" "Big Day"                            | ネスター・カーボネル     | ローラ・バルディビア                            | 2022年10月4日  | 2.81                  |
| 80        | 4             | "医者よ、自分を治せ" "Heal Thyself"             | ダーネル・マーティン     | デヴィッド・フォスター                          | 2022年10月11日 | 2.61                  |
| 81        | 5             | "立ち向かう勇気" "Grabby Hands"                 | リサ・ロビンソン         | グレアム・ノリス                                | 2022年10月18日 | 2.60                  |
| 82        | 6             | "正しい選択" "Give Me a Sign"                   | ジーン・E・リー          | ジゼル・レジェール                              | 2022年10月25日 | 2.86                  |
| 83        | 7             | "明日への一歩" "Maybe Tomorrow"                 | シリ・アップルビー       | シャンティ・セカラン                            | 2022年11月1日  | 2.80                  |
| 84        | 8             | "人生はランウェイ" "All the World's a Stage..." | レイチェル・レイターマン | ブランディ・E・パーマー                         | 2022年11月15日 | 2.35                  |
| 85        | 9             | "空っぽの場所" "The Empty Spaces"               | ニック・ゴメス           | アレン・L・ソウェル                             | 2022年11月22日 | 3.18                  |
| 86        | 10            | "誰のために" "Don't Do This for Me"             | アンドリュー・ヴォーゲリ | デヴィッド・フォスター & グレアム・ノリス       | 2022年11月22日 | 2.73                  |
| 87        | 11            | "揺らぐ心" "Falling"                            | ピーター・ホートン       | モナ・マンスール & ローラ・バルディビア         | 2023年1月3日   | 2.37                  |
| 88        | 12            | "新たな出発" "Right Place"                      | ドン・スカーディノ       | ジョシュ・カルレバック                          | 2023年1月17日  | 3.47                  |
| 89        | 13            | "どうしてほしい?" "How Can I Help?"             | マイケル・スロヴィス     | アーロン・ギンズバーグ & デヴィッド・シュルナー | 2023年1月17日  | 2.83                  |